# Kaczka Daisy
Kaczka Daisy (ang. Daisy Duck, ur. 1920) – postać fikcyjna z uniwersum Kaczora Donalda, będąca, podobnie jak Donald, antropomorficzną kaczką, stworzona przez Walta Disneya (wersja filmowa), Boba Karpa oraz Ala Taliaferro (wersja komiksowa).
Według chronologii stworzonej przez Dona Rosę urodziła się w 1920 roku. Po raz pierwszy pojawiła się w 1937 roku w filmie Don Donald, jej imię pierwszy raz wymienione zostało w roku 1940. Od samego początku była ona narzeczoną Kaczora Donalda, w późniejszym okresie, po wprowadzeniu, w 1948, postaci Gogusia Kwabotyna, stała się również obiektem rywalizacji obu bohaterów. Według niektórych teorii Daisy jest siostrą nieznanego z imienia kaczora będącego ojcem siostrzeńców Donalda, co wyjaśniałoby, czemu ci zwracają się do niej per "ciociu", jednak żaden z rysowników Disneya nigdy nie potwierdził oficjalnie tej tezy.
Kaczka Daisy w założeniu miała być łagodną kobiecą przeciwwagą dla posiadającej ogromny temperament postaci Donalda. Z czasem jej postać ewoluowała, niejednokrotnie ukazała ona cechy charakteru (głównie skłonność do łatwego popadania w złość) identyczne z Donaldem, również, podobnie jak Kaczor Donald, jest niecierpliwa i nie lubi, gdy coś wychodzi nie po jej myśli.
Późniejsze losy Kaczki Daisy nie są jasno przedstawione. W pochodzącym z 1996 roku serialu Kacza paczka, którego akcja dzieje się kilka lat po wydarzeniach znanych z komiksów (w których, zgodnie z przesłaniem Carla Barksa, czas się zatrzymał), przedstawiona została jako wyzwolona dziennikarka pracująca wspólnie z Donaldem w jednej ze stacji telewizyjnych. Z kolei Don Rosa w wydanym z okazji 60 rocznicy stworzenia postaci Kaczora Donalda komiksie Kaczor, którego nie było zasugerował, że Daisy, nie spotkawszy Donalda, spędziłaby życie w samotności, dorabiając się fortuny na sprzedaży pamiętników. Biorąc pod uwagę to oraz kontrowersyjny rysunek tego autora przedstawiający Donalda, Daisy i Siostrzeńców nad grobem Wujka Sknerusa (na którym na palcach Donalda i Daisy widać obrączki), można wysnuć wniosek, iż Daisy związała się ostatecznie (przed 1967) z Donaldem, odrzucając zaloty Gogusia. Nic jednak nie wiadomo o ich ewentualnym potomstwie.
W jednym z wywiadów jeden z czołowych rysowników Disneya, Don Rosa, stwierdził, iż ojcem Hyzia, Dyzia i Zyzia musi być brat Daisy, co wyjaśniałoby, czemu siostrzeńcy zwracają się do niej per "ciociu". Jak dotąd nie ma jednak potwierdzenia tej tezy.